# Rüssingen
Rüssingen település Németországban, Rajna-vidék-Pfalz tartományban. Lakosainak száma 538 fő (2023. december 31.).

## Népesség
A település népességének változása:
| Lakosok száma | 440  | 510  | 511  | 527  | 535  | 538  |
|               | 1975 | 2017 | 2019 | 2021 | 2022 | 2023 |